# Encephalartos horridus
Az Encephalartos horridus a cikászok (Cycadopsida) osztályának cikászok (Cycadales) rendjébe, ezen belül a bunkóspálmafélék (Zamiaceae) családjába tartozó faj.

## Előfordulása
Az Encephalartos horridus a Dél-afrikai Köztársaság egyik endemikus növénye; A vadonban csak a Kelet-Fokföld nevű tartományban található meg. A világon sokfelé termesztik dísznövényként.

## Megjelenése
A kifejlett növény törzse 0,5-1 méter magas és 20-30 centiméter átmérőjű; de ennek a nagy része a föld alatt található. A szárnyalt levelei 1 méteresre is megnőhetnek. A levélkék vége kihegyesedik és tüskésnek néz ki. A fiatal levelek ezüstös kékek, de idővel megzöldülnek. A szaporítószervek barnásak vagy feketés vörösek. A tojás alakú női szerv 40 centiméter hosszú és 20 centiméter átmérőjű; míg a hímszerv henger alakú, 40 centiméter hosszú és 12 centiméter átmérőjű. A mag kissé háromszög alakú, három lapított oldallal. Port Elizabeth környékén él egy törpe változata is.

## Életmódja
Főleg a szubtrópusi napos és forró helyeket kedveli. A bozótosokban és sziklákon él, de a sűrűbb erdőket is megtűri. A tarajos sül, a páviánok és a rovarok gyakran kárt tesznek benne; azonban ennek a cikásznak szűksége is van az állatokra, mivel a rovarok segítenek a beporzásba és a nagyobb állatok széthordják a magvait.
Mivel lassan növekszik és igen nagy mértékű a begyűjtése, 2003-ban a Természetvédelmi Világszövetség (IUCN) Veszélyeztetett fajnak nyilvánította az Encephalartos horridus-t.

## Képek

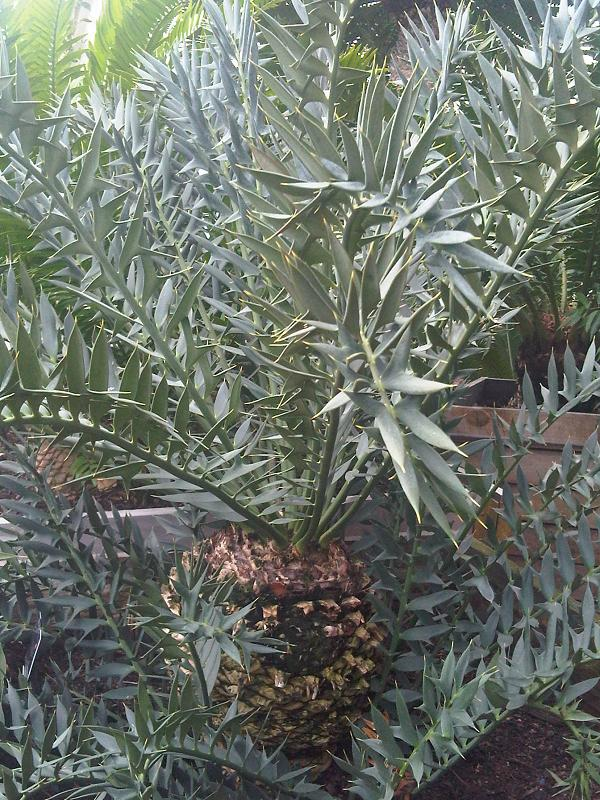
A növény
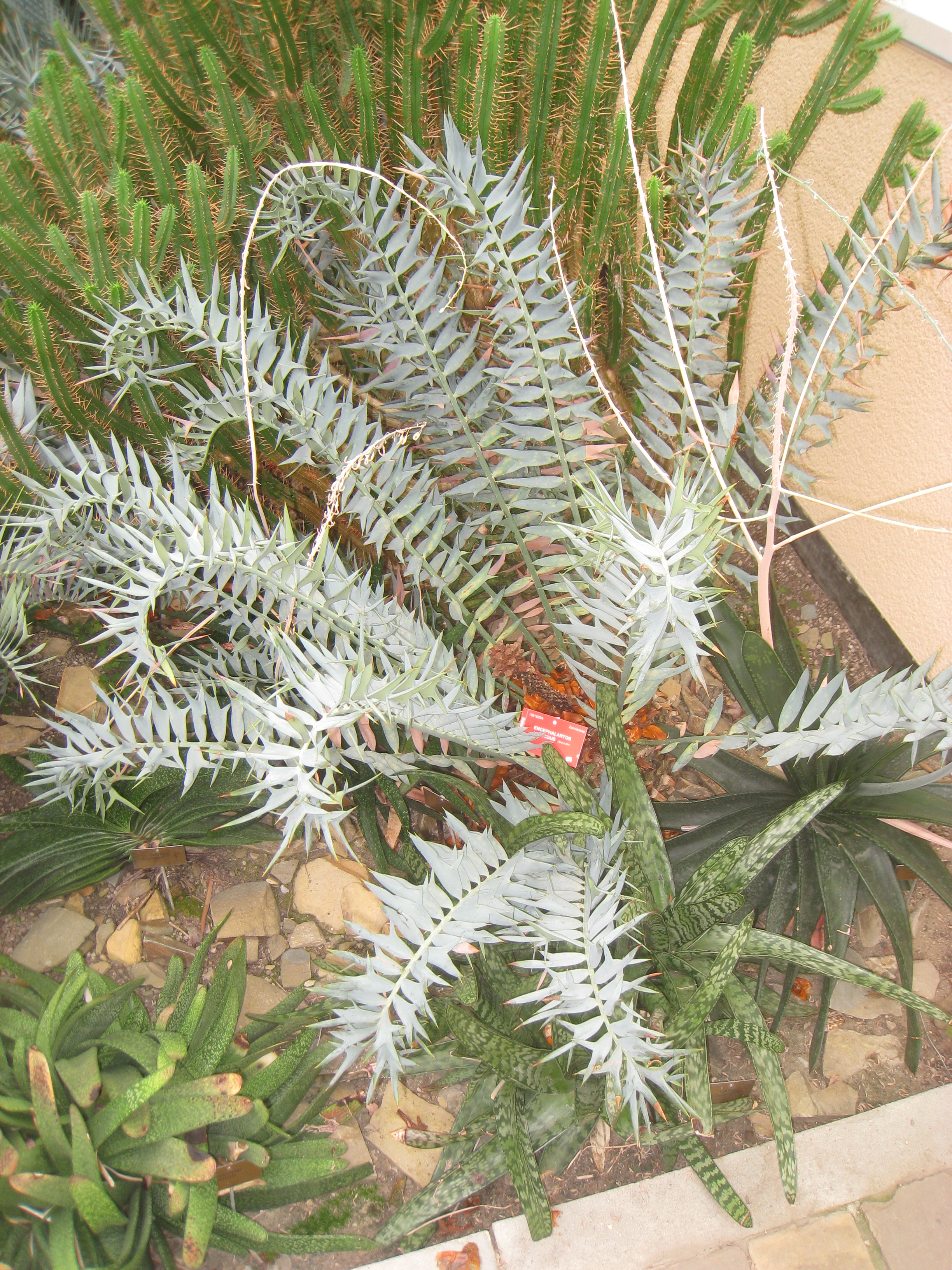
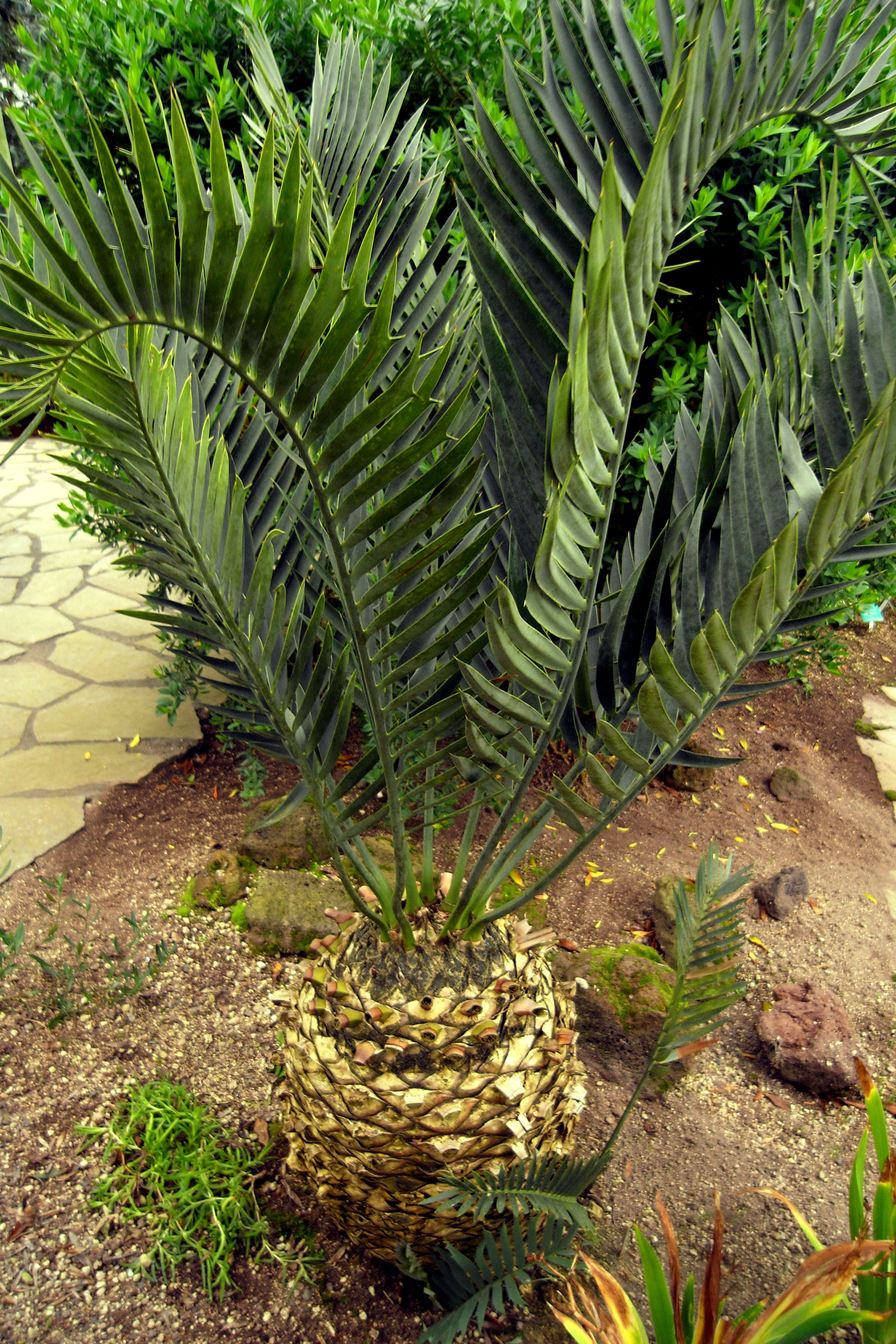
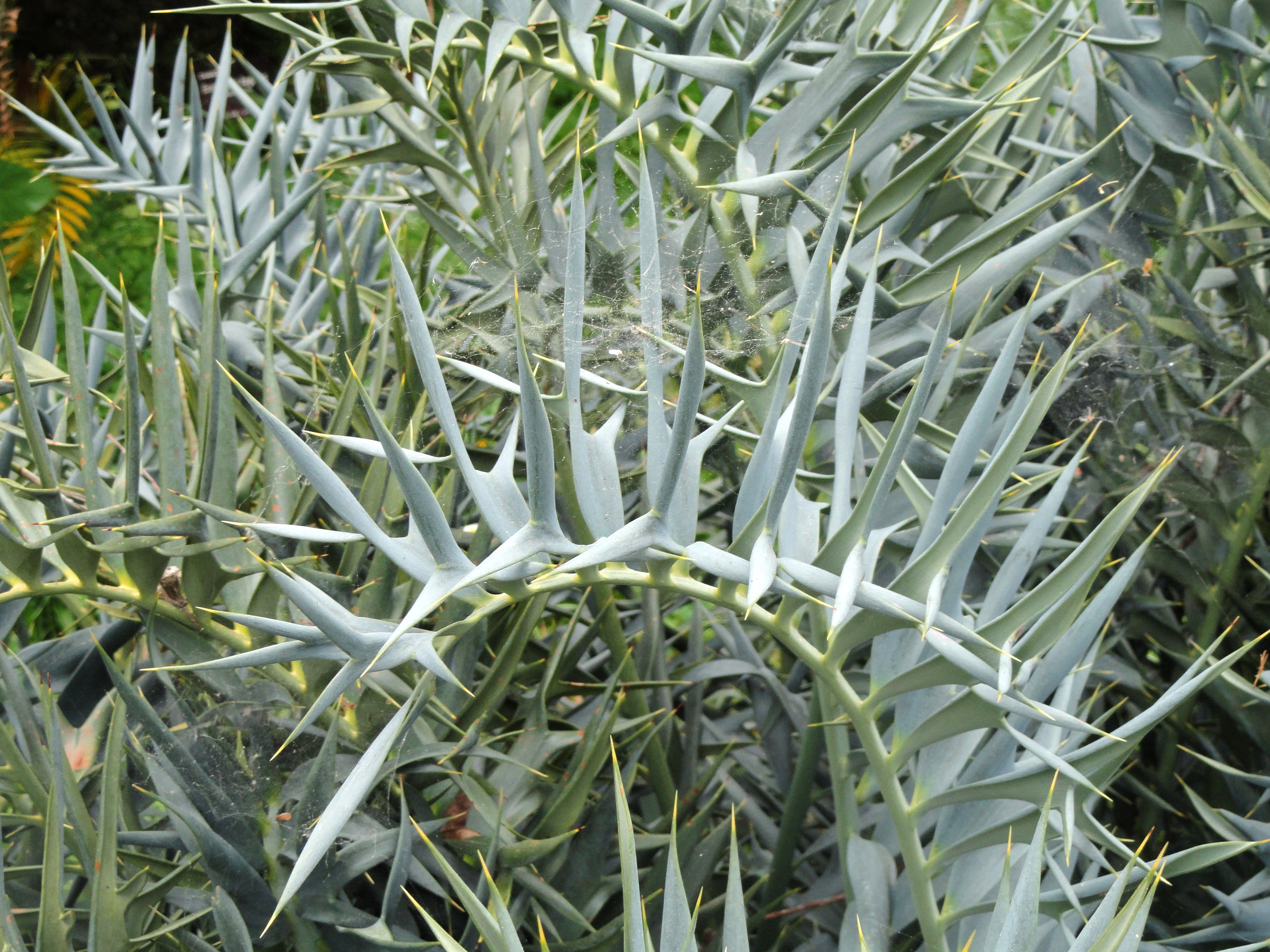
A levelei
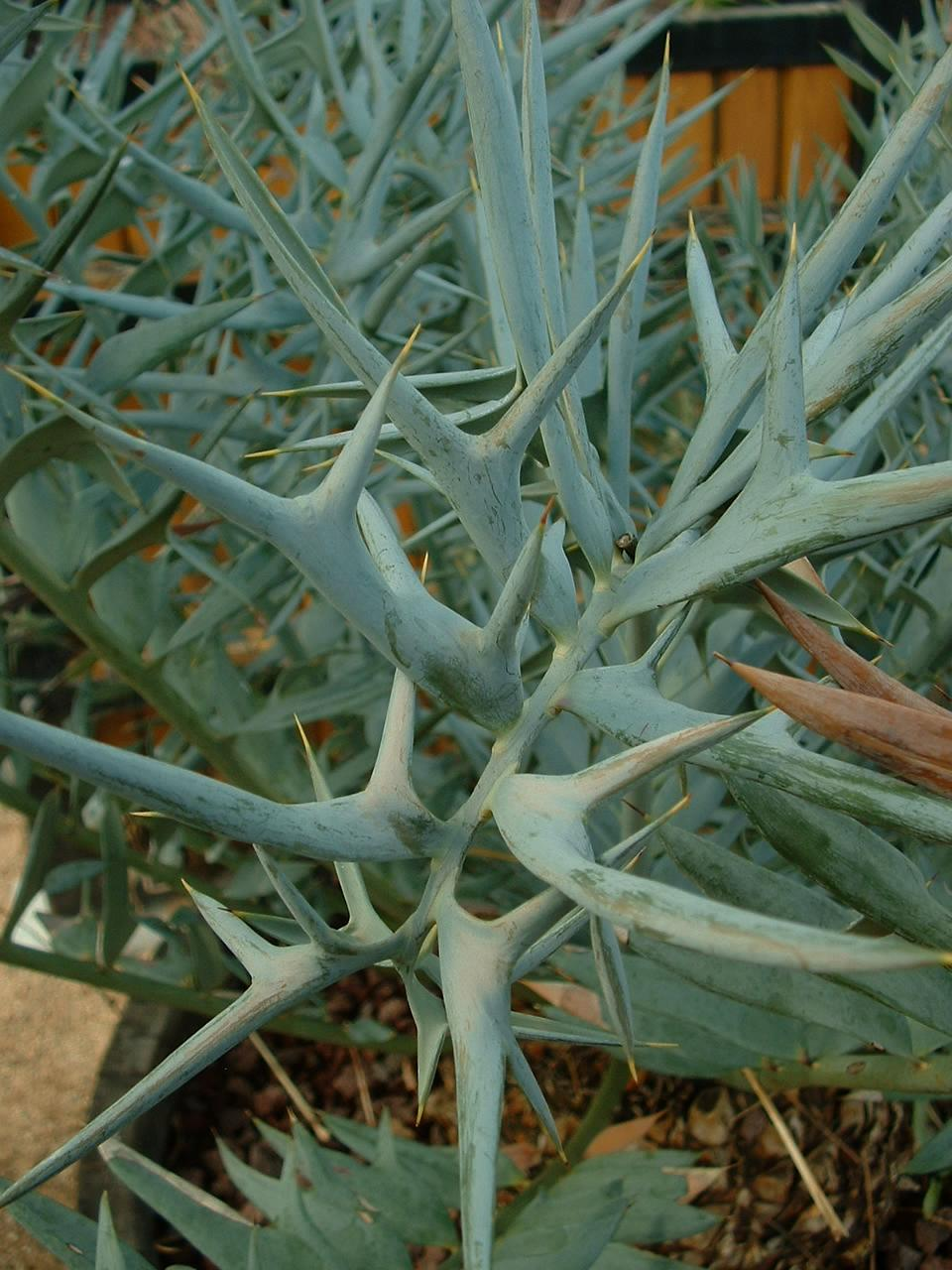
közelről
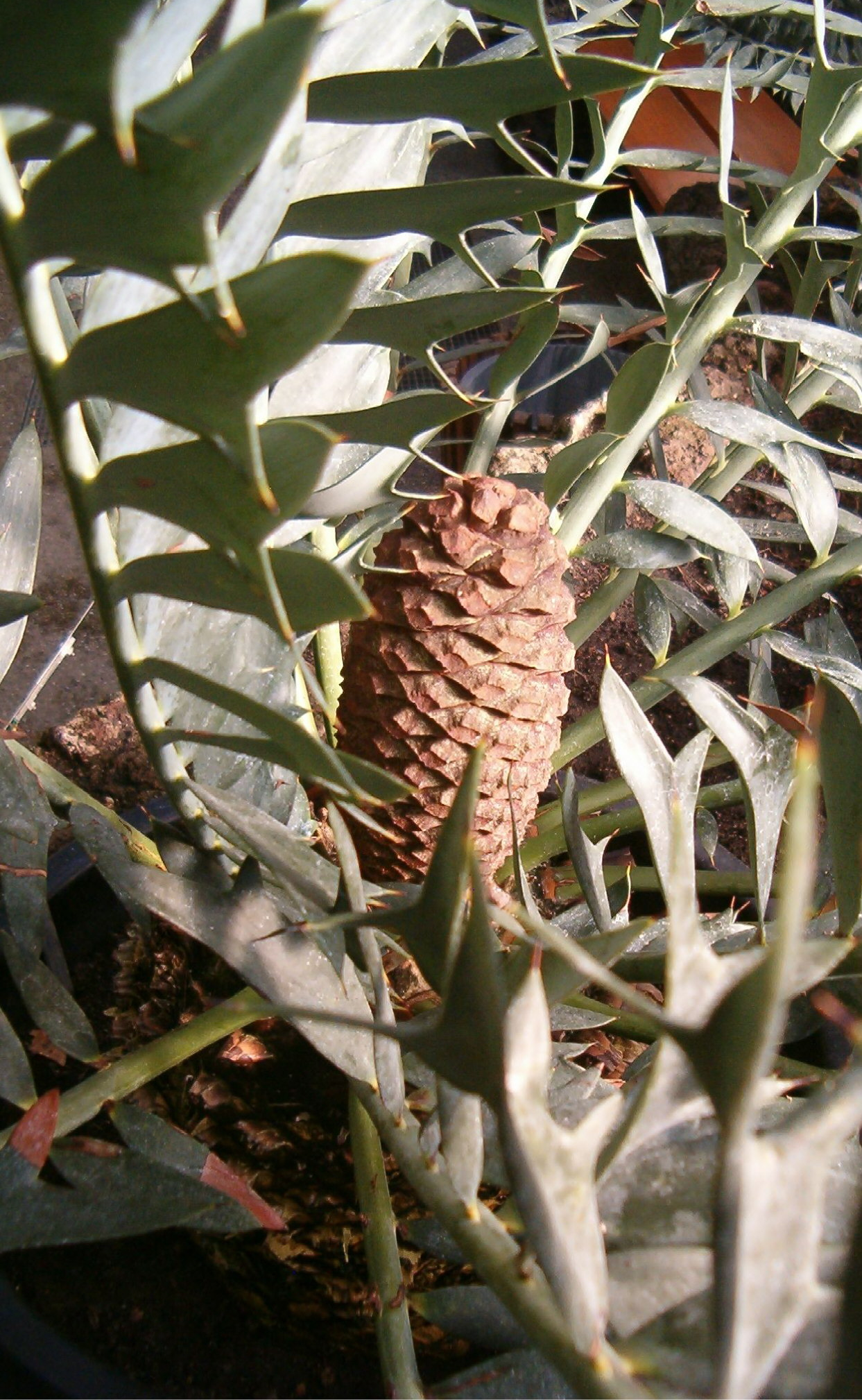
A szaporítószerve
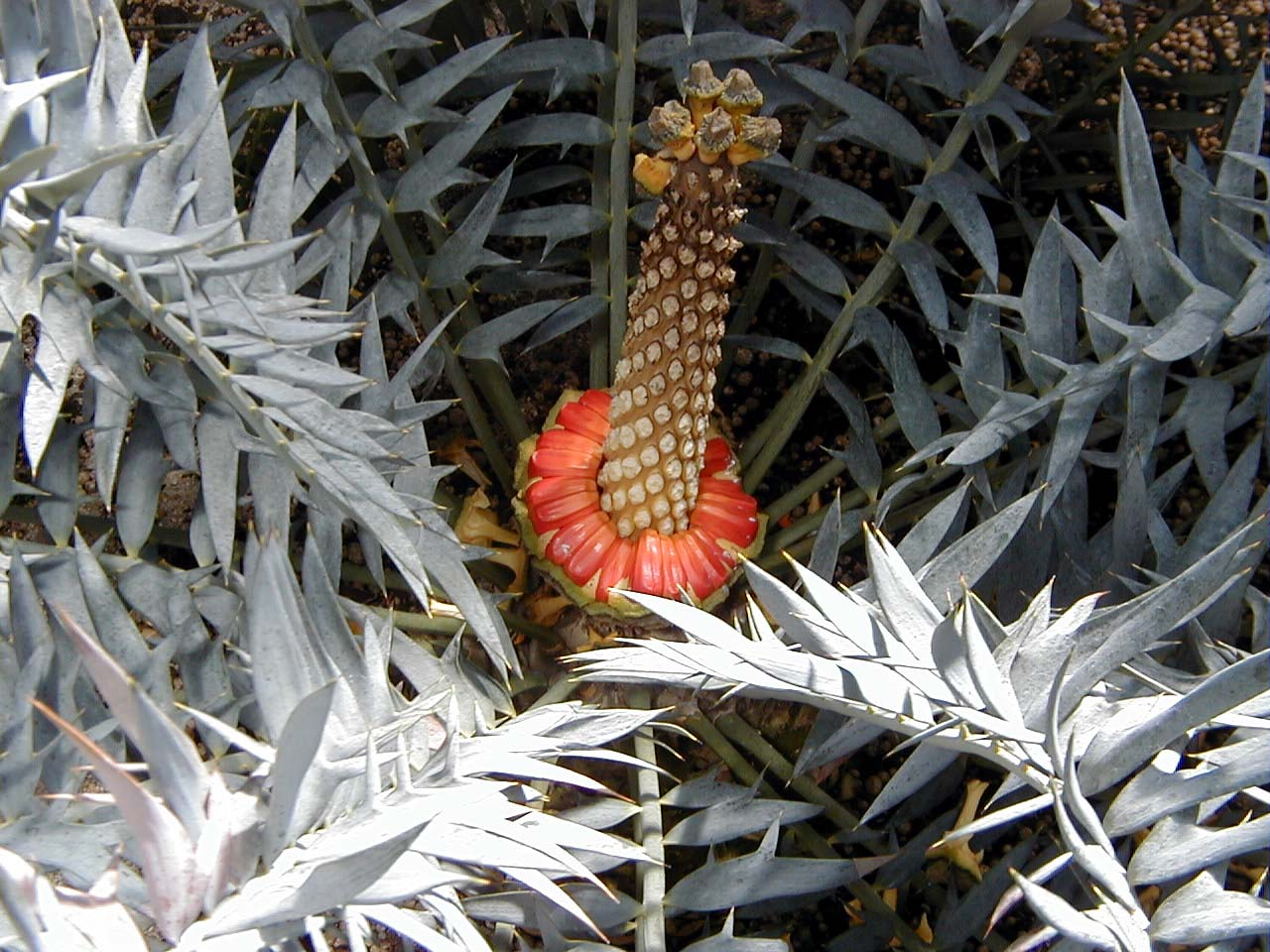
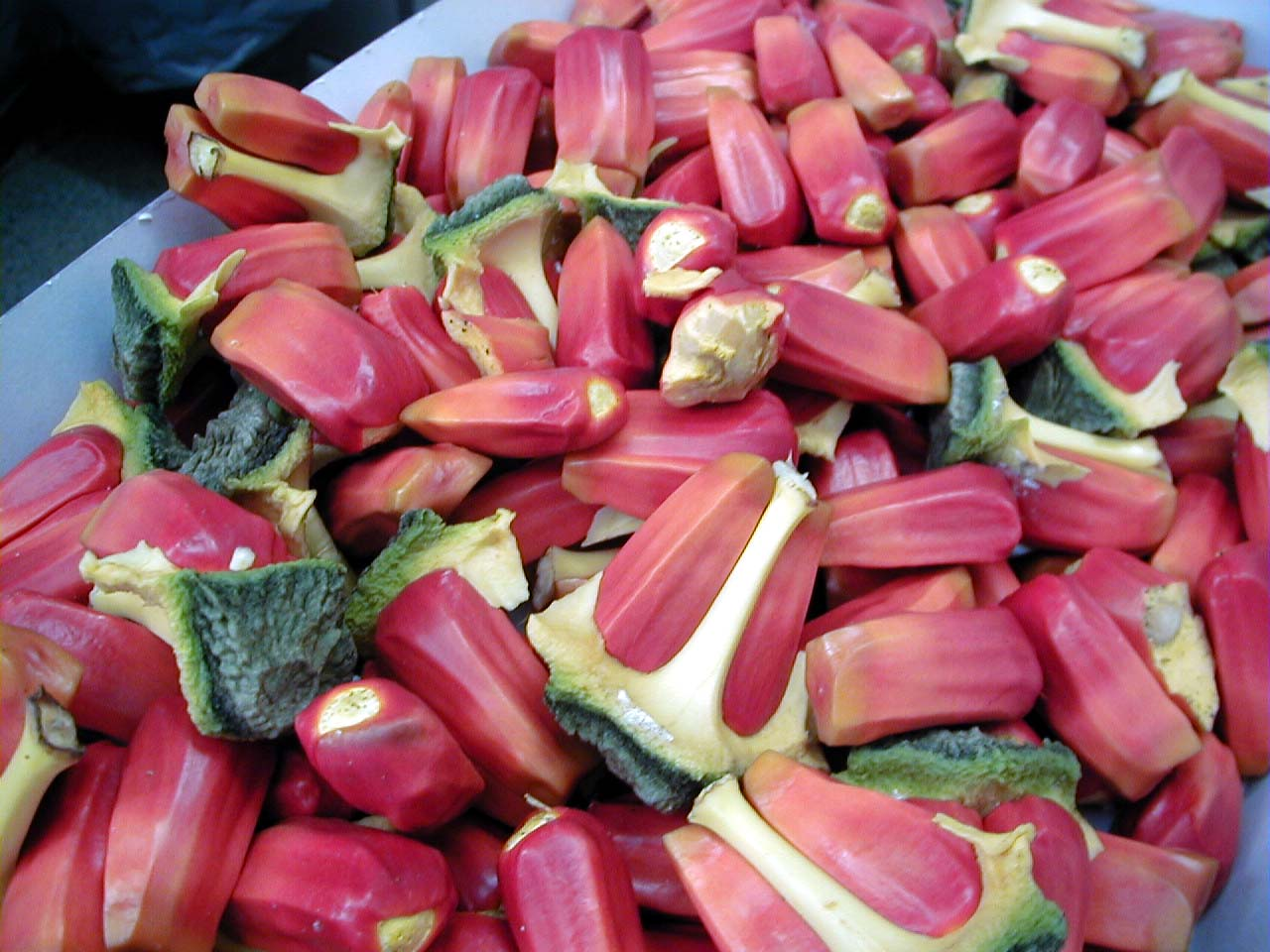
A magvai

### Fordítás
- Ez a szócikk részben vagy egészben  az   Encephalartos horridus című angol Wikipédia-szócikk ezen változatának fordításán alapul.  Az eredeti cikk szerkesztőit annak laptörténete sorolja fel. Ez a jelzés csupán a megfogalmazás eredetét és a szerzői jogokat jelzi, nem szolgál a cikkben szereplő információk forrásmegjelöléseként.